# 로랑 뤼카스

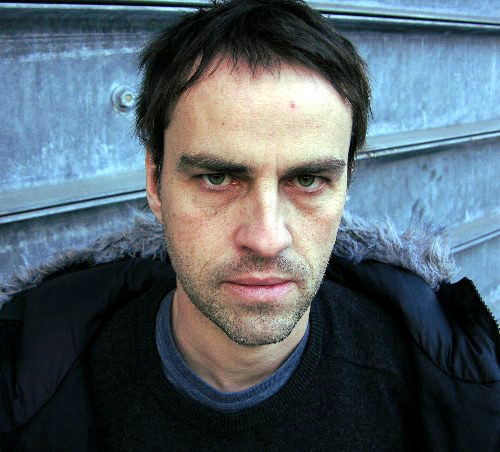

로랑 뤼카스(Laurent Lucas, 1965년 7월 20일 ~ )는 프랑스의 연극 배우, 영화배우, 영화 프로듀서이다.
파리에서 태어났다.

## 영화
- 컨빅션(프랑스어판) (2018년)
- 로우 (2017년)
- 더 데몬스 (2015년)
- 플로리다 (2015년)
- 미친개들 (2015년)
- 피에제 (2014년) - 야닉 역
- 알렐루야 (2014년)
- 쥬이시 카디널 (2013년)
- Je me suis fait tout petit (2012)
- 전쟁론 (2008년)
- 그녀가 바라는 모든 것 (2008년)
- 엄마는 미용실에 계세요 (2008년)
- 라 캡쳐 (2007년)
- 당신 (2007년)
- 카운터 언커리 (2007년)
- 보이지 않는 사랑 (2005년)
- 레밍 (2005년) - 알랭 역
- 죽을 고생 (2004년)
- 가혹한 임무 (2003년)
- 티레지아 (2003년)
- 밤비를 누가 죽였나? (2003년)
- 피부 깊숙이 (2002, Dans ma peau)
- 포르노그래피 (2001년)
- 당신의 영원한 친구 해리 (2000년)
- 낫씽 어바웃 로버트 (1999년)
- 새로운 이브 (1999년)
- 줄리엣을 위하여 (1999년)
- 폴라 X (1999년)